# Aquarius remigis
Aquarius remigis är en insektsart som först beskrevs av Thomas Say 1832.  Aquarius remigis ingår i släktet Aquarius och familjen skräddare. Inga underarter finns listade i Catalogue of Life.